# 迈尔盖卜省
迈尔盖卜省（阿拉伯语：‎，Al Murqub）是利比亚的一个省，位于利比亚西北部，北临地中海，人口约43万人。首府胡姆斯。